# Johann Jakob Sprüngli
Johann Jakob Sprüngli (* 4. November 1801 in Zürich; † 6. Februar 1889 ebenda) war ein Schweizer Pfarrer und Liederkomponist. Der sogenannte «Sängerpfarrer» war Pfarrer in Schlieren und in Thalwil. Sprüngli war Präsident des Sängervereins am Zürichsee. Für die Gesangvereine  Limmattal-Gesangverein und Sängerverein am Zürichsee  setzte er sich zeitlebens ein.

## Werke (Auswahl)
- Die Jugendspiele. Freundesgabe auf das Jahr 1838 für die Jugend, ihre Eltern, Lehrer und Freunde. Friedrich Schulthess, Zürich 1838.
- Zwölf zweistimmige Lieder für Jugendfeste. ohne Verlag, Thalwil 1841.
- (Hrsg.): Männergesänge von Freunden der Tonkunst gesammelt und zu Gunsten des Eidgenössischen Sängervereins herausgegeben. Gedruckt bei J. J. Ulrich, im Verlage des Herausgebers, Zürich 1843.
- Kampf- und Friedenslieder. 1848.
- Durch Nacht zum Licht: Trauer und Trostgedichte. Friedrich Schulthess [Druck]. Zürich 1863 (Enthält eigene Gedichte, teils auch Lieder verschiedener Komponisten)